# گوشچیشکا
گوشچیشکا (به لهستانی: Gościszka) یک روستا در لهستان است که در گمینا کوچبورک-اوسادا واقع شده‌است.